# Setodes incertus
Setodes incertus là một loài Trichoptera trong họ Leptoceridae. Chúng phân bố ở miền Tân bắc.